# Orange Blue
Orange Blue – niemiecki duet muzyczny założony w 1992 roku przez wokalistę i kompozytora Volkana Baydara oraz pianistę i basistę Vince’a Bahrdta.

## Historia zespołu

### Początki
Volkan Baydar i Vince Bahrdt poznali się w 1992 roku, kiedy to Baydar odpowiedział na ogłoszenie zamieszczone w magazynie Oxmox, za pośrednictwem którego zespół Bahrdta szukał wokalisty. Po krótkim czasie grania pozostali muzycy odeszli z zespołu, a duet zdecydował się na współpracę pod nazwą Orange Blue. Niedługo później zaczęli tworzyć swój pierwszy, autorski materiał na debiutancką płytę. Po nagraniu kilku utworów wysyłali materiał do różnych wytwórni muzycznych, jednak bez powodzenia.

### 2000–2002:In Love with a DreamiSongs of Liberty
W maju 2000 roku wydali swój debiutancki singiel „She’s Got That Light”, który dotarł do pierwszej dwudziestki listy przebojów w kilku niemieckojęzycznych krajach, w tym m.in. do czwartego miejsca w Niemczech, piątego w Szwajcarii, jedenastego w Austrii oraz dziewiątego w Polsce. Piosenka została wykorzystana także przez niemiecką stację telewizyjną ProSieben jako motyw przewodni talk-show Arabella prowadzonego przez Arabellę Kiesbauer.
W październiku ukazała się debiutancka płyta duetu zatytułowana In Love with a Dream, która uzyskała wynik ponad 350 tys. sprzedanych egzemplarzy i uzyskała status platynowej płyty. Miesiąc później premierę miał drugi singiel z albumu – „Can Somebody Tell Me Who I Am”, który trafił na oficjalną ścieżkę dźwiękową niemieckiej wersji językowej filmu animowanego Dinozaur. Trzecim singlem promującym płytę został utwór „When Julie Says”, który ukazał się w marcu 2001 roku.
W tym samym 2001 roku duet uzyskał nominację do nagrody Echo w kategorii „Najlepszy debiut”. W październiku muzycy zaprezentowali utwór „The Sun on Your Face”, który znalazł się na ścieżce dźwiękowej niemieckiej wersji językowej filmu Ulubieńcy Ameryki. Utwór był pierwszym singlem promującym ich drugi album studyjny zatytułowany Songs of Liberty wydany w listopadzie tego samego roku. Drugim singlem została piosenka „Heaven Was Her Name” wydana w 2002 roku.

### 2003–2005:Panta rhei
W 2003 roku ukazał się pierwszy album kompilacyjny duetu zatytułowany Forever – Best Of, na którym znalazły się m.in. najpopularniejsze utwory w dorobku zespołu oraz nowy singiel „Forever”. W 2004 roku premierę miał nowy utwór duetu – „But I Do”, który zwiastował ich nowy album studyjny. Pod koniec października ukazał się drugi singiel z albumu – „Heaven Knows (I’ve Changed)”, zaś w listopadzie premierę miała ich trzecia płyta studyjna zatytułowana Panta rhei. W 2005 roku zakwalifikowali się do stawki finałowej krajowych eliminacji eurowizyjnych, do których zgłosili się z utworem „A Million Teardrops”. 12 marca wystąpili w finale selekcji, jednak nie dotarli do pierwszej trójki głosowania telewidzów.

### Od 2007:Superstar
W marcu 2007 roku ukazała się ich czwarta płyta studyjna zatytułowana Superstar, na której znalazł się m.in. singiel „Love & Fear”.

## Dyskografia

### Albumy studyjne
- In Love with a Dream (2000)
- Songs of Liberty (2001)
- Panta rhei (2004)
- Superstar (2007)